# (11107) Hakkoda
(11107) Hakkoda est un astéroïde de la ceinture principale.

## Description
(11107) Hakkoda est un astéroïde de la ceinture principale. Il fut découvert le 25 octobre 1995 à Ōizumi par Takao Kobayashi. Il présente une orbite caractérisée par un demi-grand axe de 3,00 UA, une excentricité de 0,11 et une inclinaison de 9,6° par rapport à l'écliptique.

## Compléments